# استیون الیوت (هنرپیشه)
استیون الیوت (انگلیسی: Stephen Elliott؛ ۲۷ نوامبر ۱۹۱۸ – ۲۱ مهٔ ۲۰۰۵) یک بازیگر سینما، و هنرپیشه اهل ایالات متحده آمریکا بود. وی بین سال‌های ۱۹۴۶ تا ۱۹۹۹ میلادی فعالیت می‌کرد.
از فیلم‌ها یا برنامه‌های تلویزیونی که وی در آن نقش داشته است می‌توان به آرتور، جاده خانه ۶۶ و هیندنبورگ اشاره کرد.